# Tofu
Der Tofu – auch Bohnenquark (; vgl. englisch bean curd) oder veraltet Bohnenkäse genannt – ist ein ursprünglich chinesisches und darüber hinaus asiatisches Nahrungsmittel, das zunehmend auch in der westlichen Welt verwendet wird, insbesondere in der vegetarischen und veganen Ernährung.
Tofu wird aus zu Sojamilch verarbeiteten weißen Sojabohnen hergestellt. Der durch Denaturierung und Flockung von Proteinen entstehende Sojaquark wird entwässert und anschließend zu Blöcken gepresst.

## Geschichte
Soweit nachvollziehbar, ist die Herstellung von Tofu seit dem Altertum bekannt. Ein weit verbreiteter Mythos zum Ursprung besagt, dass Tofu um 164 v. Chr. von Liu An, einem Prinzen der Han-Dynastie, erfunden worden sei. Während der Nara-Periode der japanischen Zeitrechnung (8. Jahrhundert) wurde Tofu über Korea und ganz Asien verbreitet. In Japan wurde es als „Tofu“ bekannt.
Eine andere Theorie besagt, dass die Produktionsmethode für Tofu zufällig entdeckt wurde, als man einen Brei aus gekochten, gemahlenen Sojabohnen mit unreinem Seesalz vermischte. Solches Meersalz habe wahrscheinlich Calcium- und Magnesiumsalze enthalten, die die Sojamischung zum Gerinnen gebracht hätten. Daraus sei letztendlich ein tofuartiges Gel entstanden, aus dem wiederum über weitere Schritte Tofu entstanden sei.
Auch wird die Auffassung vertreten, dass Tofu noch älter sei und die Chinesen des Altertums die Technik zur Gerinnung von Sojamilch von den Mongolen und Indochinesen aus der Gerinnung der Milch gelernt hätten. Es gab in der damaligen chinesischen Gesellschaft keine Techniken und keine Kenntnis zur Gewinnung und Weiterverarbeitung von Milchprodukten. Das Hauptargument dieser Theorie liegt dabei in der etymologischen Ähnlichkeit zwischen dem chinesischen Ausdruck für die mongolische gegorene Milch (rufu, was so viel heißt wie saure Milch) und dem Wort doufu.
Nach neuesten Erkenntnissen stammt die erste schriftliche Quelle aus dem Jahr 965 aus China. Die früheren Annahmen wurden alle verworfen.
In China, Korea, Japan sowie in Vietnam und Thailand wurde Tofu zu einem Grundnahrungsmittel neben dem Reis.

## Herstellung
Tofu wird durch die Gerinnung der Eiweißbestandteile von Sojamilch hergestellt, entweder mit Hilfe von Nigari (Magnesiumchlorid), Zitronensäure oder Calciumsulfat. Diese werden anschließend durch Erhitzen und Abschöpfen oder Filtrieren abgetrennt. In Okinawa benutzt man Seewasser statt Nigari und nennt solchen Tofu Shima-dofu (Inseltofu). Mitunter wird der Tofu auch gepresst, um ihm Flüssigkeit zu entziehen.
Das Ausflocken des Proteins und des als Emulsion vorliegenden Öls aus der gekochten Sojamilch ist der wichtigste Schritt bei der Herstellung. Dies wird mit Hilfe von Gerinnungsmitteln erreicht. Zwei Arten, nämlich Salze und Säuren, werden kommerziell verwendet. Ein drittes Gerinnungsmittel, Enzyme, wird noch nicht kommerziell verwendet, erscheint aber sowohl bei festem als auch bei Seidentofu vielversprechend.
Heutige Tofuhersteller wenden eine oder auch mehrere dieser Gerinnungsmethoden an, da sich durch diese die gewünschte Beschaffenheit des fertigen Tofu beeinflussen lässt. Die verschiedenen Strukturen sind das Ergebnis unterschiedlicher Porengrößen und anderer Merkmale in Tofu, die durch Verwendung jeder Art von Gerinnung hergestellt werden. Die Mischung der Gerinnungsagentien wird in Wasser aufgelöst und die Lösung anschließend in gekochte Sojamilch eingerührt, bis die Mischung zu einem weichen Gel gerinnt.
Die Blöcke werden je nach Tofusorte unterschiedlich hergestellt. Bei weichem Seidentofu oder für die „Tofublume“ wird die Sojamilch direkt in die Verkaufsverpackung des Tofus eingefüllt, wo sie gerinnt. Für weichen, aus Asien stammenden Standard-Tofu wird die Gerinnung von Soja unterbrochen, und der Überschuss der Flüssigkeit wird unter Verwendung von Baumwolle oder Musselin abgegossen; der verbleibende Tofu wird anschließend leicht gedrückt, um einen weichen Kuchen herzustellen. Für festere Tofusorten wie den asiatischen Trockentofu oder auch für westliche Tofusorten wird weiter gepresst, um noch mehr Flüssigkeit zu entfernen. Die Tofublöcke können dann gekühlt werden, bis sie fest sind. Ein fertiggestellter Tofublock kann in mehrere Teile geschnitten, gewürzt oder anders weiterverarbeitet werden. Säuren werden zur Würzung jedoch eher selten verwendet, da der daraus resultierende Geschmack oft nicht erwünscht ist.

## Tofuarten
Je nach Herstellungsart und Konsistenz unterscheidet man verschiedene Arten von Tofu. So wird etwa für Süßspeisen der sogenannte Seidentofu verwendet, welcher besonders zart in seiner Konsistenz ist, während der Schwammtofu meist gefüllt und frittiert wird. Der Räuchertofu ist wesentlich weniger wässrig als die anderen Tofusorten, da er beim Räuchern Wasser verliert. Er wird entweder nicht weiterverarbeitet, sondern in Scheiben geschnitten als Brotauflage verwendet, oder seine formbeständigen Scheiben werden gebraten oder gegrillt.

### Frischer Tofu
Jeweils abhängig vom Wassergehalt, der aus den Tofublöcken gewonnen wird, kann frischer Tofu in China und Japan in verschiedene Arten unterteilt werden.

#### Seidentofu

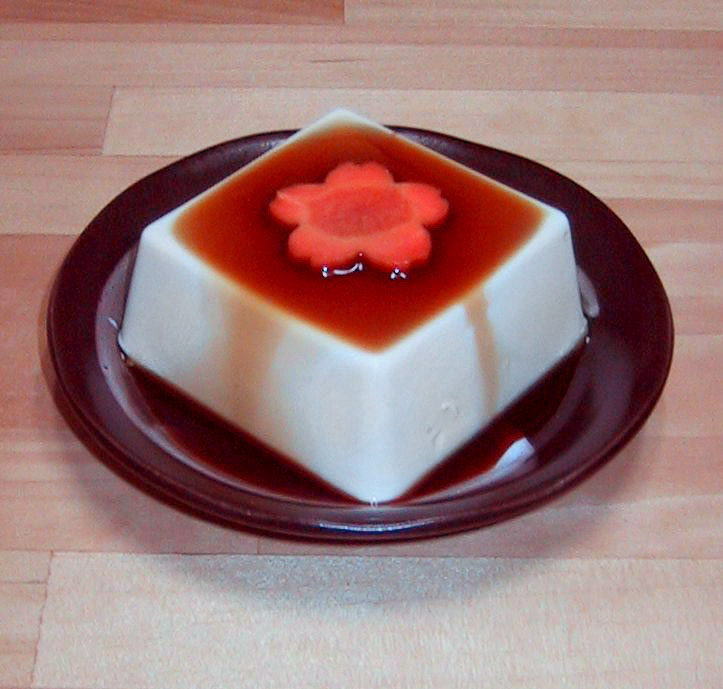
Seidentofu mit Sojasoße

Seidentofu (auf Chinesisch 嫩豆腐,  nèndòufu – „weicher Tofu“ oder 滑豆腐,  huádòufu – „glatter Tofu“; auf japanisch 絹ごし豆腐 kinugoshi tōfu, lit. „seidengefilterter Tofu“; auf Koreanisch 순두부 sundubu) wird nicht abgetropft und hat von allen frischen Tofusorten den höchsten Feuchtigkeitsgehalt. Seine Struktur kann mit der von dünnem Vanillepudding verglichen werden. In Japan und Korea wird traditioneller Seidentofu mit Meerwasser hergestellt. Der Eisengehalt beträgt mit 1 mg pro 100 g nur ein Drittel von festem Tofu und Sojabohnen oder ein Viertel von Spinat.

#### Fester asiatischer Tofu

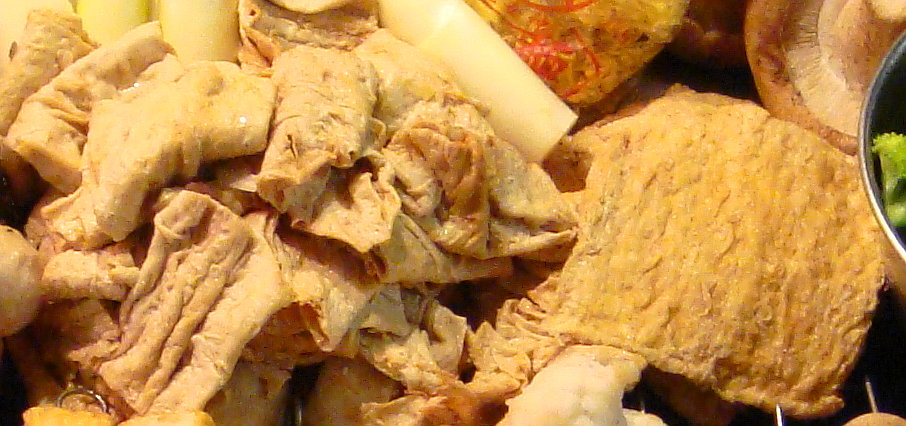
Zwei verschiedene Zubereitungen von Tofuhaut im Angebot einer kleinen Imbissküche in Taipeh
Bilderserie auf Commons

Fester asiatischer Tofu (auf Chinesisch allgemein als 豆腐 dòufu bezeichnet; auf japanisch 木綿豆腐 momendōfu, lit. „Baumwoll-Tofu“) ist eine Frischtofusorte, die entwässert und gepresst wird, jedoch ist ihr Feuchtigkeitsgehalt trotzdem noch sehr hoch. Die Festigkeit ist vergleichbar mit frischem Fleisch. Die innere Struktur dieses Tofus ist weich und hat eine mit Pudding vergleichbare Konsistenz. Die Außenhaut hat das Muster des Musselin-Tuches oder des Siebs, das zur Entwässerung benutzt wird. Eine Tofuzubereitung ist auch die Tofuhaut selbst; in Japan wird sie Yuba genannt.

#### Fester westlicher Tofu
Fester westlicher Tofu (auf Chinesisch 豆干,  doùgān – „getrockneter Tofu“) ist eine besonders feste Tofusorte, die von allen frischen Tofus den geringsten Feuchtigkeitsgehalt besitzt. Diese Sorte ist genauso fest wie durchgegartes Fleisch und besitzt ähnlich wie Panir eine auf gewisse Weise gummiartige Konsistenz. Wenn dieser Tofu in dünne Scheiben geschnitten wird, kann er leicht zerbröckeln. Seine Haut hat das Muster des Musselin-Tuchs oder des Siebs, das zur Entwässerung benutzt wird. Dieser Tofu wird nach der Pressung gemahlen und umgeformt. Manchmal fehlt die Haut mit ihrem Tuchmuster. Eine Variante des getrockneten Tofus wird besonders flach gepresst und in lange Scheiben geschnitten, die nicht mehr als zwei Millimeter breit sind. Getrockneter, gehackter Tofu (auf Chinesisch 豆干丝,  doùgānsī), der wie lose gekochte Nudeln aussieht, kann auf unterschiedliche Weisen garniert werden.

### Bearbeiteter Tofu
Es gibt mehrere unterschiedliche Arten von bearbeitetem Tofu, analog zu den verschiedenen Möglichkeiten, auf die frischer Tofu zubereitet werden kann. Einige dieser Techniken entstanden aus der Notwendigkeit heraus, den Tofu haltbar zu machen, bevor es möglich war, die Haltbarkeit durch Kühlung zu verlängern. An anderen Herstellungstechniken wurde gearbeitet, um Tofusorten zu erschaffen, die einzigartige Strukturen und Geschmackseigenschaften aufweisen.

#### Eingelegter Tofu

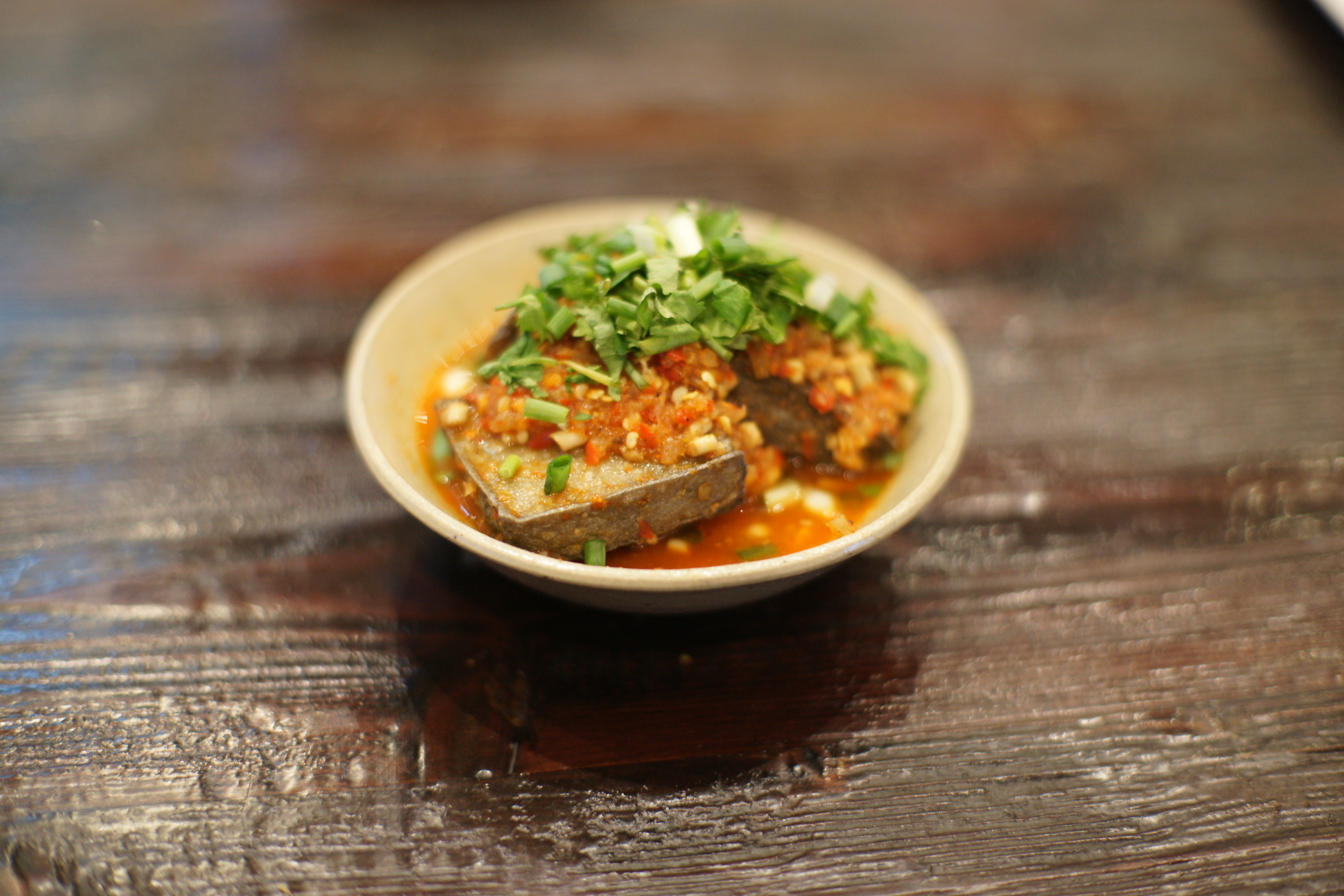
Guiliner eingelegter Tofu

Eingelegter Tofu (auf Chinesisch (豆)腐乳,  (dòu)furǔ – „gärender Tofu“, auf Vietnamesisch chao) wird auch als haltbarer Tofu oder gegorener Tofu bezeichnet. Hierbei handelt es sich um Tofuwürfel, die an der Luft durchgetrocknet und langsam durch Bakterien vergoren wurden. Der trockene, gegorene Tofu wird anschließend in Salzwasser, chinesischem Wein, Essig und mit gehackten Paprikaschoten eingeweicht, oder auch mit einer speziellen Mischung aus ganzem Reis, Bohnenpaste und Sojabohnen mariniert. Bei rotem eingelegten Tofu (auf Chinesisch 红豆腐乳,  hóng dòufurǔ) werden zur Färbung pulverisierte rote Datteln (Chinesische Jujube) oder eingelegter roter Reis hinzugefügt.
Bearbeiteter Tofu ruft ein spezielles Gefühl im Mund hervor, das wegen der Zusammensetzung seiner Proteine dem bestimmter Milchprodukte ähnelt und seinen Ursprung in der Lufttrocknung und Gärung besitzt. Da er von Natur aus eher geschmacksneutral ist, nimmt bearbeiteter Tofu den Geruch und Geschmack derjenigen Flüssigkeit an, in die er eingeweicht wird. Die Struktur des eingelegten Tofus ähnelt dem einer festen und glatten Paste, kaltem Frischkäse nicht unähnlich. Tatsächlich wird diese Tofusorte auf Englisch manchmal auch als chinese cheese (dt. „chinesischer Käse“) bezeichnet. Eingelegter Tofu hat gewöhnlich einen sehr stark salzigen oder auch würzigen Geschmack, der denen vieler eingelegter chinesischer Gemüsearten sehr ähnlich ist. Als solcher wird er oft als Beilage zu einem einfachen Gericht gegessen und ist auch eine Frühstücksbeigabe, sofern er zusammen mit Reis-Congee zu sich genommen wird. Eingelegter Tofu wird generell in kleinen Konservengläsern verkauft und ist bei einer Aufbewahrung im Kühlschrank mehrere Jahre lang haltbar.

#### Stinkender Tofu

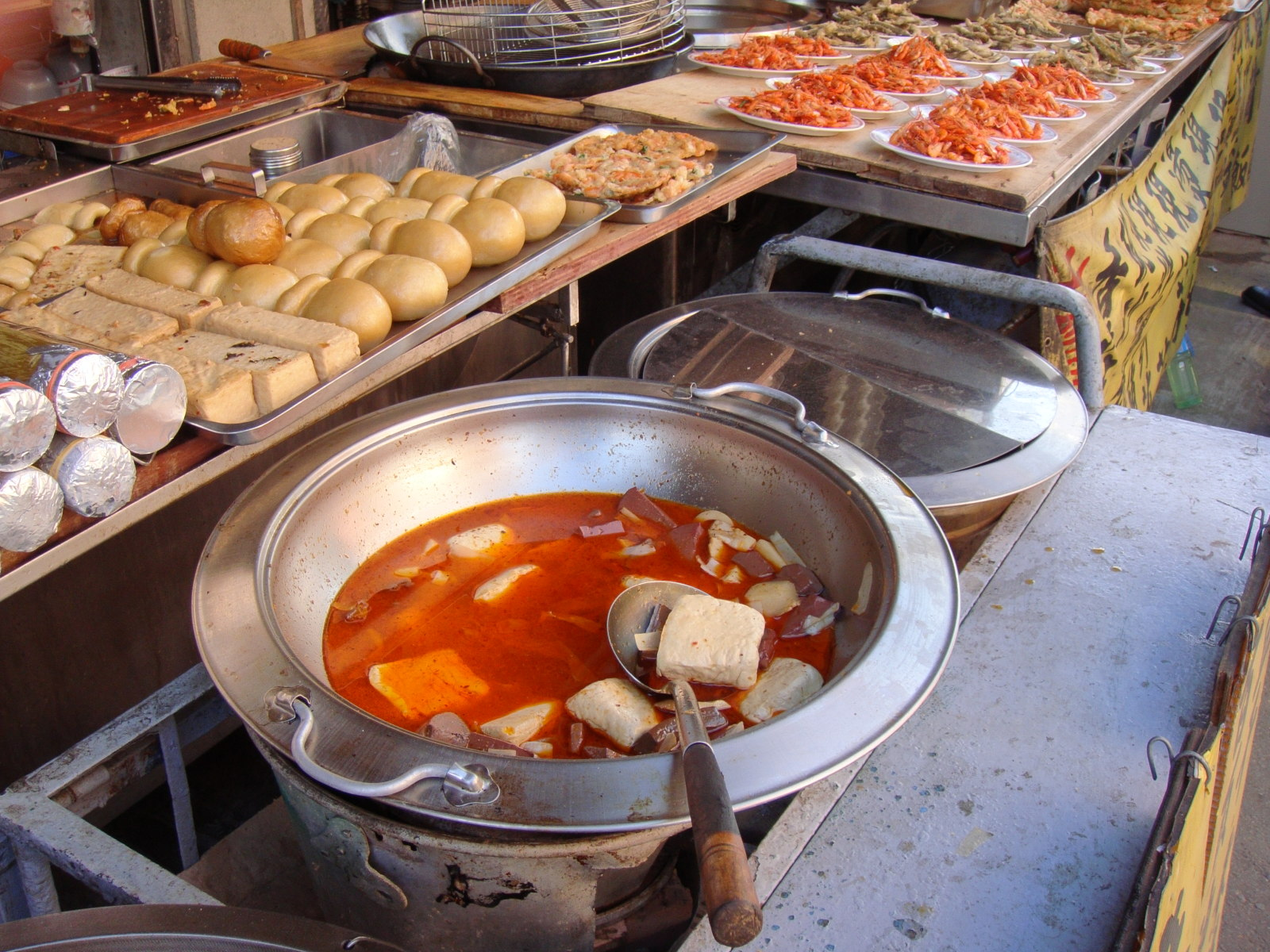
Stinkender Tofu in einer scharfen Sauce im Angebot eines Imbissstandes im Ferienort Fusing (Taiwan)

Stinkender Tofu (chin.: 臭豆腐,  chòudòufu) ist ein Seidentofu, der mit einer besonderen Lake fermentiert wurde. Diese Tofublöcke riechen sehr stark nach bestimmten scharfen Käsesorten. Die Struktur dieses Tofus ist dem asiatischen Seidentofu, aus dem er hergestellt wird, ähnlich. Er wird gewöhnlich mit Sojasauce, süßer oder scharfer Sauce serviert.

### Gefrorener Tofu

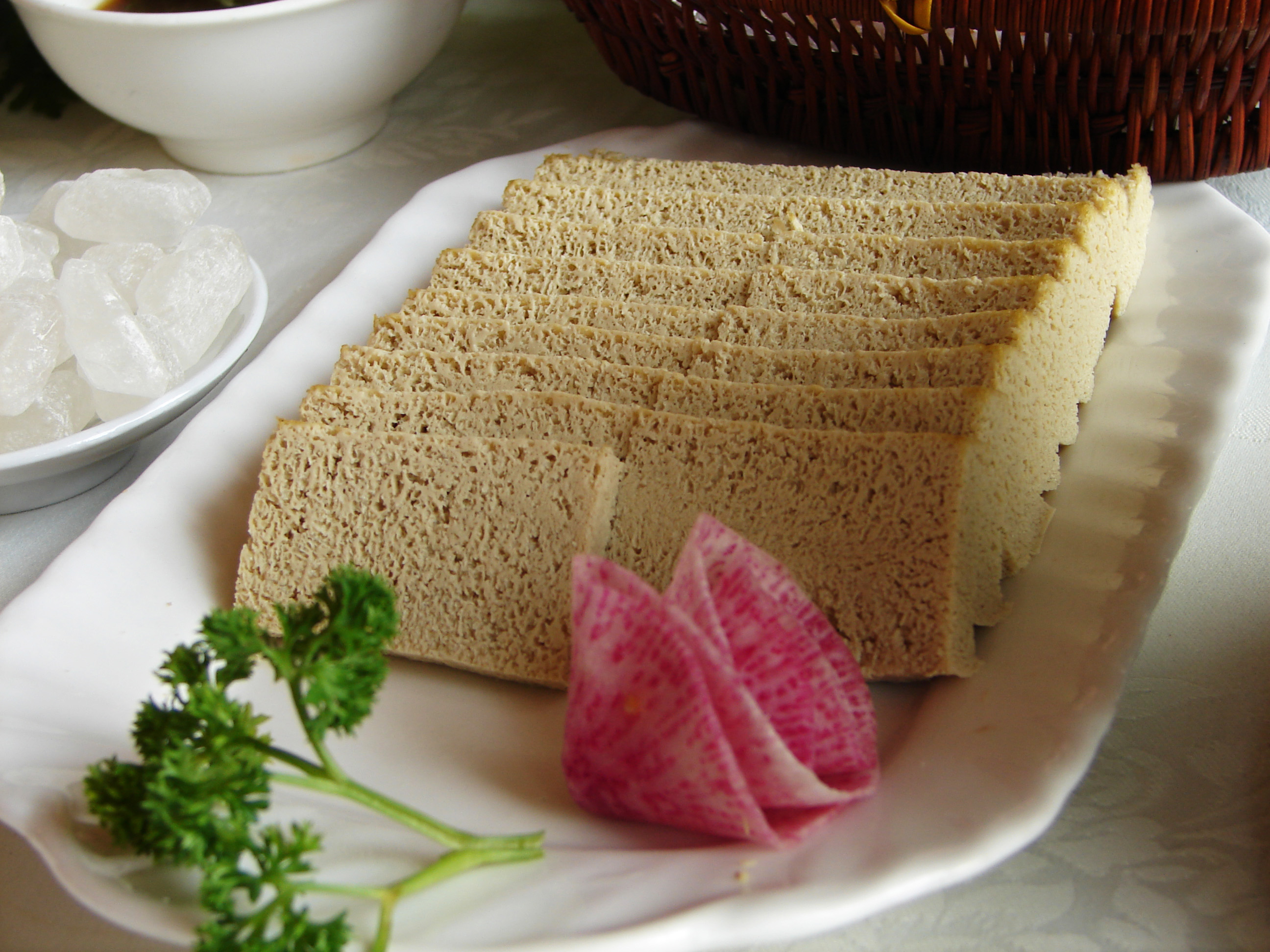
Aufgetauter, in Stücke geschnittener Tofu

Gefrorener Tofu (chin.: 冻豆腐 dòngdòufu) wurde von Nordchinesen durch Zufall entdeckt, als im Winter der draußen gelagerte Tofu gefroren war. Aufgrund der Eiskristalle entstehen Löcher, und der Tofu kann Soße gut aufsaugen. Heute wird gefrorener Tofu meist mit Kühlgeräten erzeugt. In Nordostchina, wo der Winter besonders kalt ist, ist gefrorener Tofu besonders beliebt.

#### Tausend-Schichten-Tofu
Tausend-Schichten-Tofu (chin.: 千叶豆腐,  qiānyè dòufu oder 冰豆腐,  bīngdòufǔ oder 冻豆腐,  dòngdòufǔ – „gefrorener Tofu“) ist ein gefrorener Tofu, bei dessen Einfrieren in seinem Inneren große Eiskristalle entstehen, die zur Bildung großer, scheinbar in Schichten angeordneter Löcher führen. Der gefrorene Tofu nimmt beim Einfrieren eine gelbliche Farbe an. Der Tausend-Schichten-Tofu wird häufig in Asien aus asiatischem Seidentofu hergestellt, in Teilen Taiwans wird er auch als regionale Spezialität verkauft. Vor seinem Gebrauch wird dieser Tofu aufgetaut und die Feuchtigkeit ausgepresst.

#### Japanischer gefriergetrockneter Tofu
Der Name von japanischem gefriergetrockneten Tofu (auf japanisch 高野豆腐 Kōya-dōfu) kommt von Kōya-san, einem Zentrum des japanischen Buddhismus, das für seine traditionelle, vegetarische und buddhistische Küche, die shōjin ryōri, berühmt ist. Dieser Tofu eignet sich hervorragend für das Camping, da er sehr leicht ist, in flachgepresster Form verkauft werden kann und unterwegs eine nährstoffreiche Mahlzeit ausmacht. Wie viele andere gefriergetrocknete Lebensmittel wird er vor dem Essen in heißem Wasser oder heißer Brühe eingeweicht und nimmt dabei eine schwammartige Konsistenz an. Gefriergetrockneter Tofu kommt auch in Tütensuppen vor, beispielsweise in der Misosuppe.

### Nebenprodukte der Tofuherstellung
Die Herstellung von Tofu bringt gleichzeitig auch einige durchaus essbare Nebenprodukte mit sich. Diese Essensprodukte werden aus einer Öl-Protein-Schicht oder einer Art Haut gewonnen, die sich über der Oberfläche der kochenden Sojamilch in einer offenen flachen Pfanne bildet. Der verbliebene Feststoff der Pressung von Sojamilch wird als Sojakuchen oder auch Okara bezeichnet.

#### Yuba
Während die Sojamilch in einer offenen flachen Pfanne gekocht wird, bildet sich eine, hauptsächlich aus einem Komplex von Protein-Lipiden bestehende, Art Schicht oder Haut auf der flüssigen Oberfläche. Die Schicht wird zusammengekratzt und in gelblichen Blättern getrocknet. Das Resultat wird als Yuba oder Sojamilchhaut (chinesisch 腐皮,  fǔpí; japanisch 湯葉 yuba) bezeichnet. Es hat in etwa folgende Zusammensetzung: 50–55 % Proteine, 24–26 % Fette, 12 % Kohlenhydrate, 3 % Asche, und 9 % Feuchtigkeit.
Die Tofuhaut kann auch gebündelt werden, um die Form festzustecken und einer Art Tofubambus getrocknet zu werden (chinesisch 腐竹,  fǔzhú; japanisch kusatake), oder auch auf unzählige andere Art und Weisen zubereitet werden. Da die Tofuhaut eine weiche, gummiartige Struktur besitzt, wird sie zusammengeklappt oder auf verschiedene Arten geformt und weiter gekocht, um in der vegetarischen und veganen Küche verwendet zu werden. Einige Fabriken widmen ihre Produktion der Tofuhaut und anderen Produkten, die aus Sojahaut hervorgehen.

#### Okara (Sojakuchen)
Sojakuchen bzw. Okara (jap.: 雪花菜 ‚Schneeflockengemüse‘ oder chin.: 豆腐渣,  doùfuzhā – „Tofusediment; Tofusatz“; koreanisch kongbiji), im Westen manchmal als Sojabrei bekannt, ist der bei der Sojamilchherstellung aus eingeweichten Sojabohnen übrig bleibende Rest. Obwohl er in den meisten Kulturen, die Tofu produzieren, hauptsächlich als Tierfutter verwendet wird, wird er manchmal auch in der japanischen und koreanischen Küche verwendet. Er dient ebenso als Zutat für vegetarische Burger, die in vielen westlichen Ländern hergestellt werden. In der chinesischen Küche wird Okara dagegen nur selten verwendet.

### Tofusorten, die aus anderen Hülsenfrüchten hergestellt werden
Schwarzbohnentofu (chin.: 黑豆花,  hēidòuhuā – „schwarze Tofu-Blume“) ist eine Tofusorte, die aus schwarzen Sojabohnen hergestellt wird, die gewöhnlich anstatt zu einem festen oder getrockneten Tofu zu einer Tofublume weiterverarbeitet wird (chin.: 豆花, dòuhuā). Die Struktur des Schwarzbohnentofus ist etwas gelatineartiger als eine herkömmliche Tofublume und hat eine grautönige Farbe. Der Schwarzbohnengeschmack ist für diese Sorte charakteristisch.
Erdnusstofu (ryūkyū ジーマーミ豆腐, Jīmāmi dōfu) wird aus Erdnüssen hergestellt und gilt als Spezialität von Okinawa.
Birmanischer Tofu (auf Birmanisch to hpu) ist eine Tofusorte, die statt aus Sojabohnen aus Kichererbsenmehl (chana dal) hergestellt wird. Bei der Variation der Shan werden stattdessen Straucherbsen verwendet. Beide Typen sind von gelber Farbe und kommen nur in Myanmar vor, obwohl die Variation der Birmanen ebenso in einigen Restaurants in Übersee erhältlich ist, die die birmanische Küche servieren.

## Zubereitung
Tofu hat von Natur aus nur wenig Geschmack und ist fast geruchslos. Als solches kann Tofu entweder auf pikante oder auf süße Weise zubereitet werden, wobei er als Träger der Aromen der anderen Zutaten dient. Es ist nicht zu verwechseln mit Seitan, der ebenfalls in asiatischen oder vegetarischen Gerichten Verwendung findet und aus Weizeneiweiß besteht.

### Zubereitungsmethoden in westlichen Ländern
Die festeren Zubereitungsstile des Tofu werden generell als Fleischersatz oder allgemeine Gerichte verwendet, die eine zusammenhaltende Konsistenz benötigen, während die weicheren Zubereitungsstile für Nachtisch, Suppen, Shakes und Soßen zum Gebrauch kommen. Feste westliche Tofus können gegrillt werden, da sie auf dem Grill nicht auseinanderfallen. Diese Tofusorten werden gewöhnlich über Nacht mariniert, da die Marinade nicht ohne weiteres den ganzen Tofublock durchdringt. Geraspelter Tofu wird in Verbindung mit texturiertem Soja manchmal als Fleischersatz verwendet. Weichere Tofus werden als milchfreie Mahlzeiten oder als solche mit niedrigem Energiegehalt gebraucht.
Die vielseitige Verwendbarkeit von Tofu und Sojaprotein kann industriell genutzt werden, um die Textur von Käse, Pudding, Eiern, Speck oder Milch zu imitieren. Die Struktur des Tofu kann auch durch Erstarren, Pürieren und Kochen verändert werden. In Amerika, Europa, Australien und Neuseeland wird Tofu häufig mit Vegetarismus und Veganismus in Verbindung gebracht, da er als Quelle für qualitativ gutes und tierfreies Protein gilt.

### Zubereitungsmethoden in Asien
In der asiatischen Küche wird Tofu beispielsweise roh, geschmort, kurz angebraten, in Soßen gekocht, oder mit Beilagen gefüllt gegessen. Verschiedene Gerichte des Tofus können in warmen Jahreszeit gekühlt und in kalten Jahreszeit warm serviert werden, so beispielsweise das Dòuhuā (chin. 豆花 ‚Tofublume‘) in der chinesischen Küche.

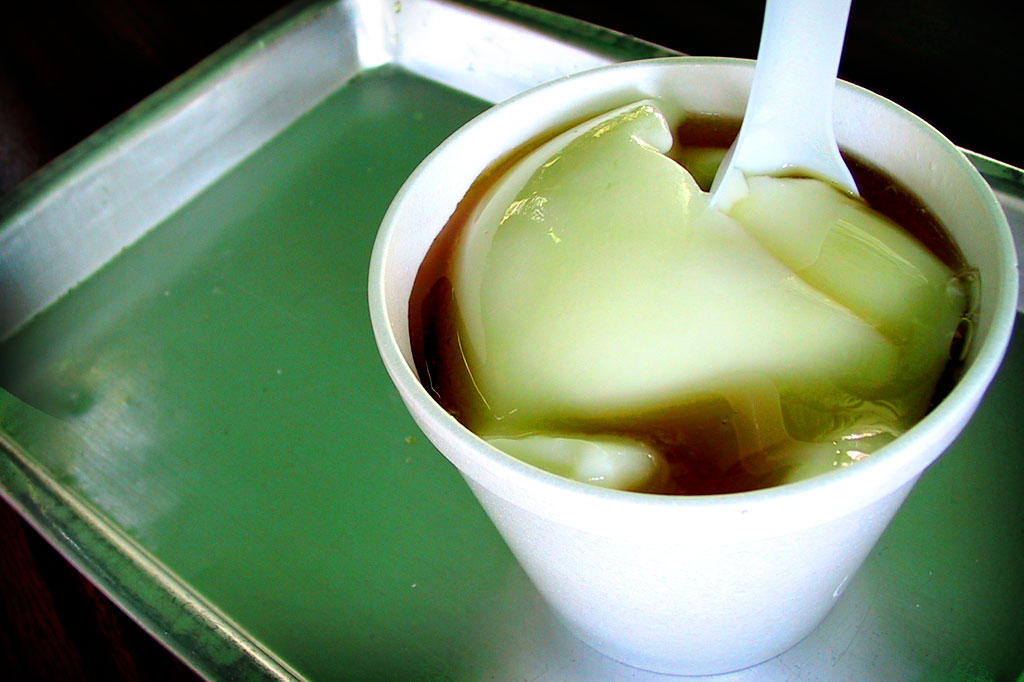
Dòuhuā (豆花) ist ein weiches Tofugericht. Der frische Tofu wird warm serviert und dabei mit süßem Sirup dekoriert.

#### Würzen
Der leichte Bohnengeruch von Tofu wird in ostasiatischen Küchen sehr genossen, als frischer Tofu wird er oft naturbelassen oder leicht gewürzt gegessen. In Japan wird häufig Hiyayakko (冷奴), ein fester asiatischer Tofu mit frisch geriebenem Ingwer, Winterzwiebeln und Sojasauce zu Mittag gegessen. In vielen Teilen Chinas wird Tofu auf ähnliche Weise mit Katsuobushi, tausendjährigen Eiern (皮蛋) und Sesamöl weiter gewürzt.

#### Kochen oder Braten
Mapo Doufu (Mapo Tofu) (chin.: 麻婆豆腐) ist ein chinesisches Heißgericht aus Sichuan. Es besteht aus einer scharf-würzigen Sauce aus Hackfleisch und Tofu. Der Tofu wird nicht mit dem Hackfleisch angebraten, sondern später hinzugetan und gedämpft.
Ursprünglich waren die drei Zutaten Hackfleisch, Tofu und Szechuanpfeffer.
Mittlerweile ist das Gericht, in einer milderen Variante, auch in Japan und anderen Ländern Asiens sehr beliebt. In der japanischen Küche wird es Mābō dōfu genannt.

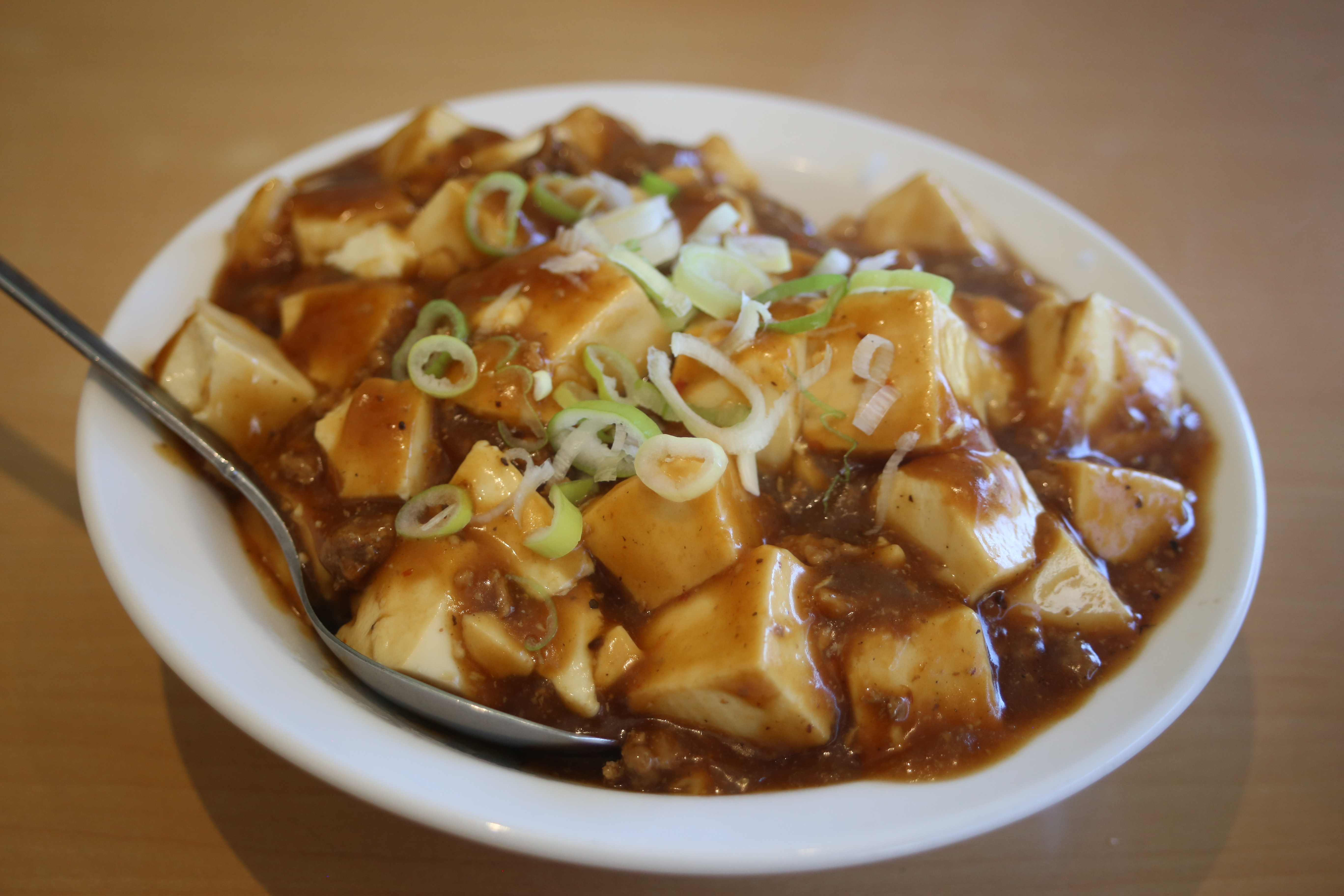
Mapo Doufu (Mapo Tofu)
Bilderserie auf Commons

Auf Taiwan wird Dòuhuā (chin.: 豆花) mit Garnierungen wie gekochten Erdnüssen, Adzukibohnen, gekochten Haferflocken, Tapioka, Mungbohnen und einem Sirup, der mit Ingwer oder Mung-Mandeln gewürzt wird, serviert. Im Sommer wird Dòuhuā mit zusammengedrücktem Eis serviert, im Winter wird es dagegen warm serviert.
In der koreanischen Küche besteht dubu jorim aus festen Tofuwürfeln, die in der Pfanne gebraten und mit Sojasauce, Knoblauch und anderen Zutaten gewürzt werden. Kalte, ungekochte Tofuwürfel, die mit Sojasauce, Winterzwiebeln und Ingwer gewürzt werden, und auf eine Art und Weise zubereitet werden, die dem japanischen Hiyayakko ähneln, gelten als Delikatesse.

#### Braten

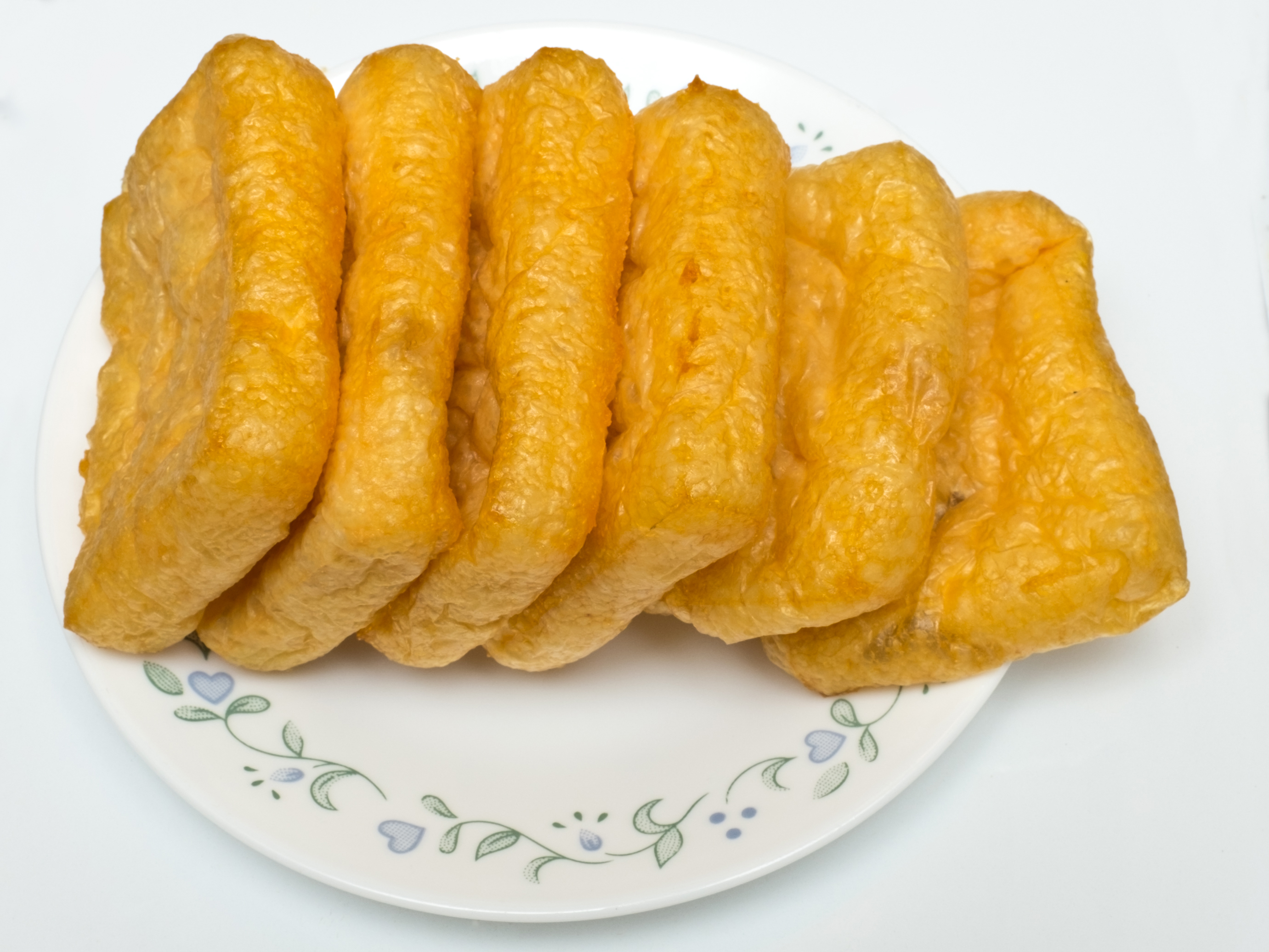
Aburaage bedeutet „frittiert in Öl“

Eine häufige Kochtechnik in vielen Teilen Ost- und Südostasiens umfasst ein Frittieren des Tofus in Pflanzenöl, Sonnenblumenöl und Rapsöl, was jeweils zu unterschiedlichen Ergebnissen führt. Obwohl Tofu vorher zu gebratenen Stücken abgefertigt wird, wird angebratener Tofu selten direkt gegessen. Anstatt dessen wird er weiterhin zusätzlich gekocht. Jeweils abhängig von der Tofusorte, die benutzt wird, kann die Struktur des durchgebratenen Tofu von knusprig an der Außenseite und puddingartig innendrin und angeschwollen wie ein einfacher Donut variieren. Ersteren isst man in der chinesischen Küche oft einfach mit Knoblauchsoße, während letzterer entweder mit Surimi gefüllt oder in Suppen gekocht wird. In Japan werden Würfel mit leicht bedecktem und gebratenem Tofu, die mit einer auf Kombu-Dashi basierenden Soße überzogen werden, als Agedashi-Tofu bezeichnet (揚げ出し豆腐). Seidentofu, der in ganz dünne Scheiben geschnitten und anschließend durchgebraten wird, ist in Japan als Aburaage bekannt, wird häufig blanchiert, mit Sojasauce und Mirin gewürzt und in Gerichten wie beispielsweise Kitsune-Udon serviert. Aburaage wird häufig offen aufgeschnitten, um eine Tasche zu formen, die anschließend mit Sushireis gefüllt wird. Dieses Gericht wird Inari-zushi genannt.

#### Im Feuertopf
Im Feuertopf können verschiedene Arten von Tofu gebraucht werden, wie frischer Tofu, gefrorener Tofu, Yuba usw.

## Weiterverarbeitung
Tofu ist heute international aufgrund seiner pflanzlichen Herkunft und seines Proteinreichtums als Ersatz für Fleisch (einschließlich Fisch) bekannt und wird deswegen bevorzugt von Vegetariern, Veganern und vorübergehend fastenden Menschen gegessen. Generell ist Tofu in der westlichen Welt inzwischen fester Bestandteil der vegetarischen und der veganen Küche.
Da Tofu relativ geschmacksneutral ist, stellt er besondere Anforderungen an die Weiterverarbeitung, bei der das Würzen oft eine besondere Rolle spielt. Man kann Tofu kochen, braten, in Würfel schneiden und als Suppeneinlage verwenden oder auf verschiedene Arten anders verarbeiten. Aufgrund des sehr neutralen Eigengeschmacks eignet er sich als Träger für alle möglichen Gewürze und Geschmacksrichtungen, sowohl in Süßspeisen als auch in Hauptspeisen.
Ein Gericht, für das besonders die Tofu-Hersteller der Stadt Kyōto berühmt sind, ist Yuba. Es handelt sich dabei um die hauchdünne Tofu-„Haut“, die während des Herstellungsprozesses abgeschöpft wird. Sie ist praktisch geschmackfrei. Roh, in mehreren Lagen übereinander gefaltet, wird sie häppchenweise in Sojasauce getunkt und verzehrt – was innerhalb der japanischen Küche als Delikatesse gilt. Essbar ist es außerdem noch in Form von frittiertem Yuba, das eine chipsartige Konsistenz besitzt.
Im Westen weniger bekannt ist Chòu Dòufu (chin.: 臭豆腐,  chòudòufu – „stinkender Tofu“), eine fermentierte Tofu-Variante (vergleichbar manchen Käsesorten), die vor allem in China und Taiwan produziert wird. Chòu Dòufu wird in Restaurants oder Bars frittiert als Vorspeise oder Beilage angeboten.